# ジリアン・チョン
ジリアン・チョン（鍾欣潼、Gillian Chung、広東語：チョン・ヤントゥン、北京語：ジャン・シントン、（以前の芸名鍾欣桐）1981年 1月21日 - ）は香港の歌手、女優。Twins（ツインズ）のメンバー。愛称は阿嬌（アキュウ）。

## 来歴
高校卒業後、雑誌のモデルとして活躍し、人気が急上昇。2001年に同じ事務所のシャーリーン・チョイ（蔡卓妍）とツインズを結成し、瞬く間にトップアイドルとなった。ツインズとして『ツインズ・エフェクト』『花都大戦 ツインズ・エフェクトII』『ドラゴン・プロジェクト』などの映画作品やCMに多数出演している一方、ソロでの活躍も目立つ。2008年、エディソン・チャンの写真流出事件に巻き込まれた。2013年8月23日に"鍾欣潼"に改名。

## 人物
- 本名：鍾嘉勵（チョン・カーライ）
- 身長：160cm
- 体重：44kg
- 言語：広東語、北京語、英語
- 趣味：歌うこと、ウインドーショッピング、映画鑑賞
- 好きな食べ物：クッキー
- 好きなスポーツ：バドミントン
- 好きな色：黒
- 好きな歌手：アーロン・クオック（郭富城）
- 好きな俳優：鮑方
- 好きな動物：犬
- 好きなキャラクター：ミッキーマウス
- 出身学校：九龍真光中学（中国語版）
- 家族：母、妹

## 主な作品

### ディスコグラフィ

#### ツインズ名義
- ツインズ (香港のアイドルユニット)の項目参照

#### ソロ作品
- 人人彈起 (2010年) 広東語EP
- Move On... (2010年) 広東語EP
- 桐花 (2013年) 北京語アルバム
- 完整愛 (2014年) 北京語EP

### ツインズ共演の映画
- ツインズの項目参照

### 映画（ツインズ共演作品以外）
2002年
- 怪獸學園 U-Man
- 賤精先生 If You Care...

2003年
- 低一點的天空 Happy Go Lucky
- 黑白森林 Colour of the Truth（ブラック・シティ 黒白森林）
- 絶種鐵金剛 The Spy Dad

2004年
- 2004新紮師兄 Moving Targets（ムービング・ターゲット）
- 公主復仇記 Beyond Our Ken（第17回東京国際映画祭パン・ホーチョン特集上映時邦題「ビヨンド・アワ・ケン」）

2006年
- 犀照 49 days（第20回福岡アジア映画祭上映時邦題「緑の炎」[2]）

2007年
- 破事兒 Trivial Matters（第21回東京国際映画祭・パン・ホーチョン特集上映時邦題「些細なこと」）

2010年
- 越光寶盒 Just Another Pandora's Box
- 前度 Ex
- 出水芙蓉 The Fantastic Water Babes（第3回したまちコメディ映画祭in台東上映　邦題「水も滴るお姫様」）
- 大玩家 Big Players

2011年
- 午夜凶夢 Fierce midnight dream

2013年
- 愛情不NG Love Retake
- 葉問：終極一戰 Ip Man: The Final Fight（イップ・マン 最終章）
- 超級經理人 Super Manager
- 白狐 The Fox Lover

2016年
- 罗曼蒂克消亡史 The Wasted Times（ワンス・アポン・ア・タイム・イン・上海）

2021年
- 封神:妲己（リベンジ・クイーン 封神:妲己）

### TVドラマ（ツインズ共演作品以外）
- 赤沙印記@四葉草.2 Sunshine Heartbeat（2004年）
- 雪山飛狐 The Flying Fox On Snowy Mountain（2007年）
- A計劃 Project A（2007年）
- 浣花洗劍録 Rinsing Flowers and Purifying Swords（2007年）

## 事件
- 2006年8月22日、マレーシアでの公演中、着替えを香港の大衆誌「壱本便利」（ネクストメディア刊）に盗撮され、24日に写真が週刊誌に掲載された。28日、この事件を発端にジャッキー・チェン、レオン・カーフェイ（梁家輝）ら芸能人50人余りがデモ行進を行い、香港政府に「報道の自由に影響を与えないとの前提のもと、関連の法律を直ちに改正し、少数の劣悪なメディアによる行為を罰するよう求める」との内容が盛り込まれた請願書が提出された。

- 2007年6月29日、香港・ランガムプレイス（朗豪坊）でマクドナルドの新店舗オープンイベントに出席した際、正面に「非嬌不娶（ジリアン以外と結婚しない）」、背中に「大中華区007陳○京（中華圏の007陳○京）」と書かれた白いランニングシャツを着た広州の熱烈な20代と思われる男性ファン、通称「007男」が現れ、会場をどよめかせた。「阿嬌、僕のお嫁さんになって!」「君を抱きたい!」などと大声を上げ、猛烈にアピール。サイン会が始まっても止まらず、ジリアンが「私はあなたのお嫁さんにはならないから、私を待たないでね！そんなに早く結婚する気はないし」と言い、スタッフが彼からバラの花とさとうきびを受け取り、彼の気持ちを静めようとしたが、彼は叫び続けていた為、会場スタッフらに制止された。前日にもTWINSの所属するレコード会社を訪れ、バナナとパパイヤとスープを差し入れして帰っている[3]。

- 2008年1月陳冠希わいせつ写真流出事件に見舞われる。